# Strymon melinus
Espèce
Le Porte-queue gris (Strymon melinus) est une espèce de lépidoptères (papillons) de la famille des Lycaenidae. C'est l'un des papillons les plus répandus en Amérique du Nord. On le trouve jusque dans le Nord de l'Amérique du Sud.
L'imago a une envergure de 22 à 35 mm. Il vole de mai à septembre sur deux générations.
Sa chenille se nourrit sur les Fabaceae, Malvaceae, Lamiaceae et Fragaria.

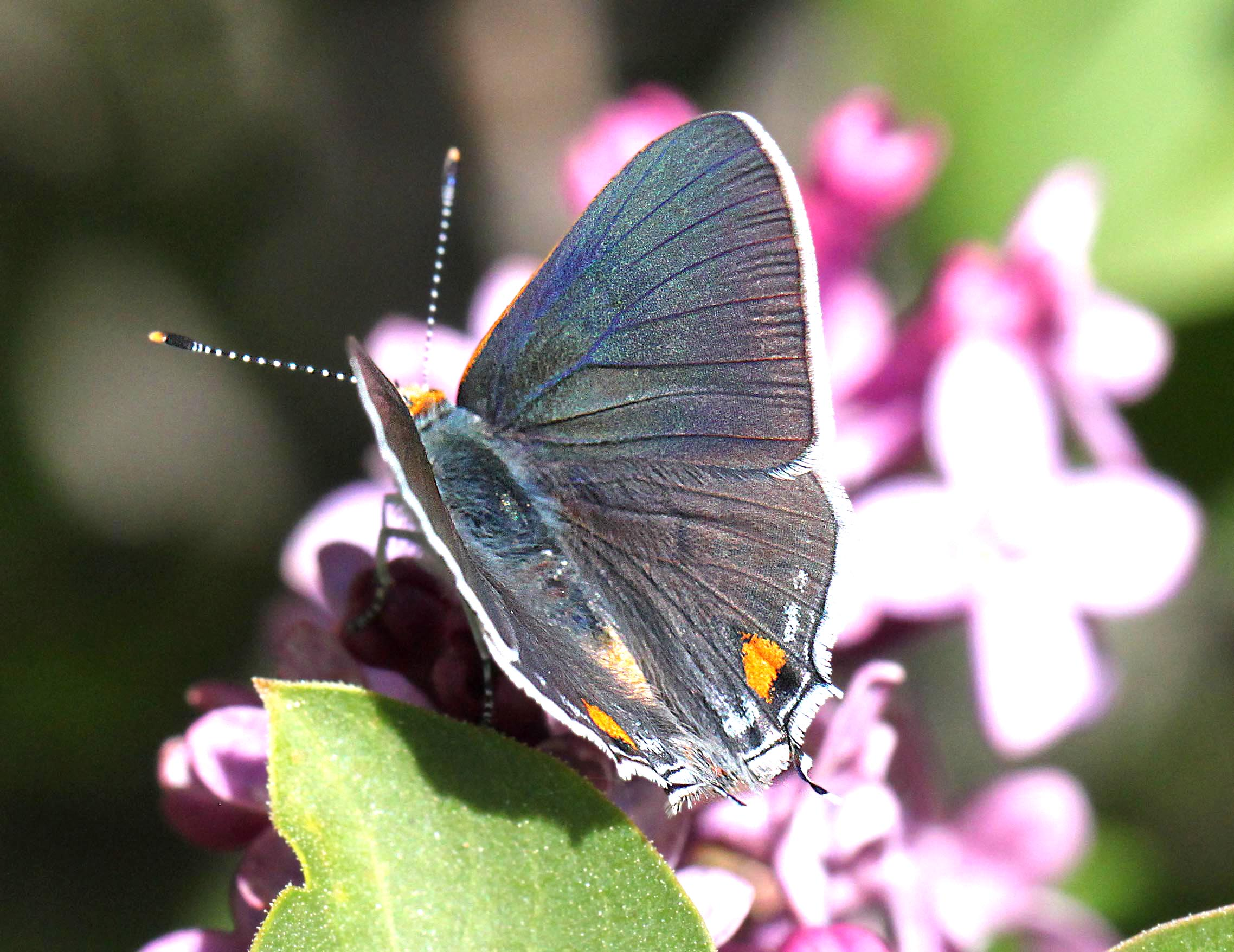
Dessus d'un mâle.
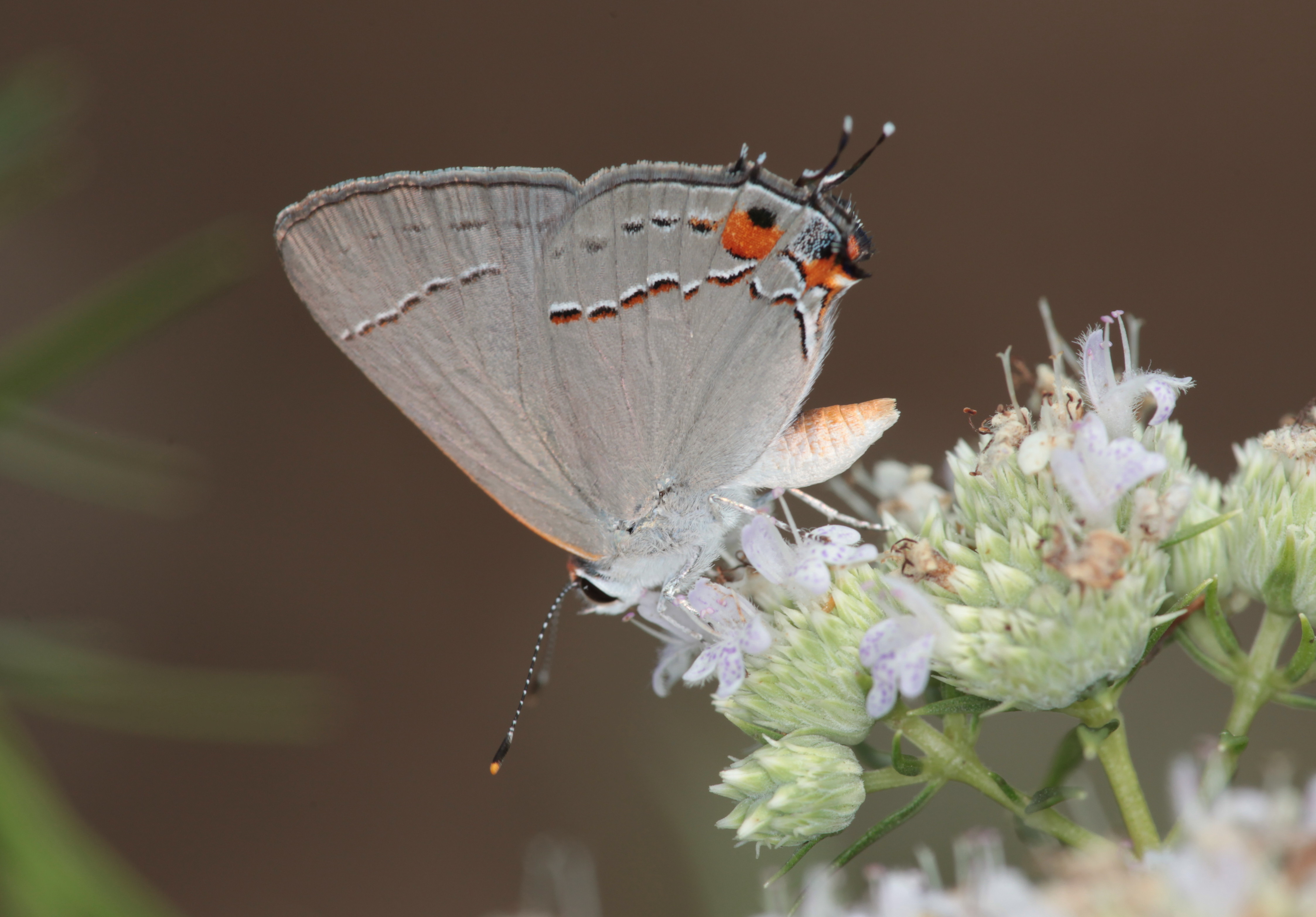
Revers d'un mâle.
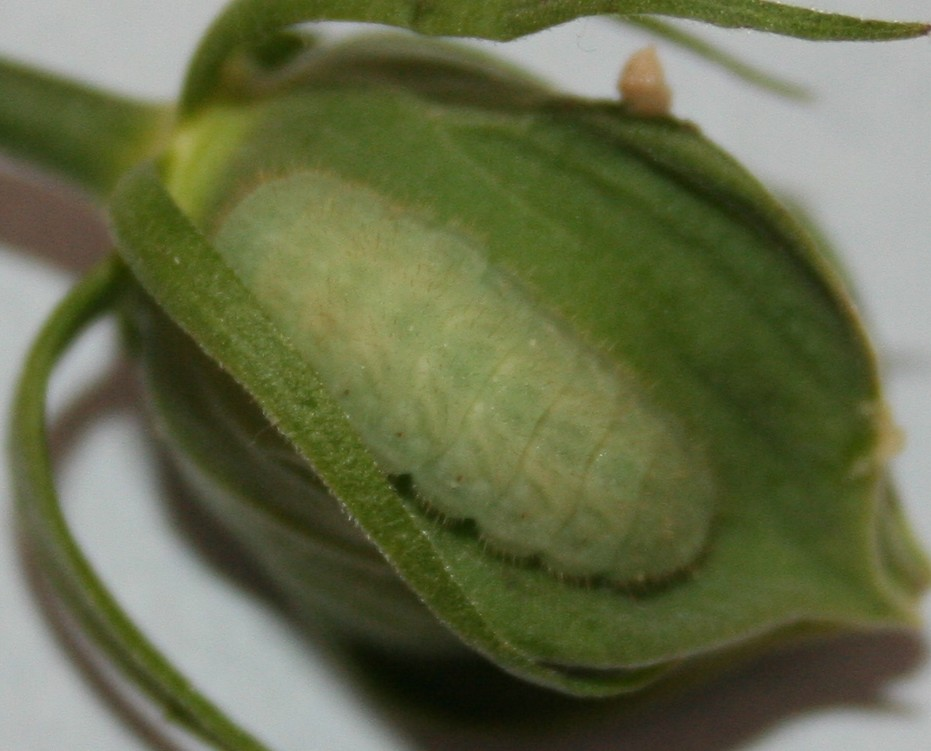
Chenille.